# Воротаевка
Воротаевка — село в Марксовском районе Саратовской области, в составе сельского поселения Зоркинское муниципальное образование.
Основано как немецкая колония Беттингер в 1767 году
Население — 230 (2010)

## Название
Немецкое название возникло по имени старосты села. После указа от 26 февраля 1768 года об обязательном наименовании колоний появилось название Баратаевка, по фамилии окружного комиссара князя Баратаева.

## История
Основано 3 августа 1767 года вызывателем бароном Борегардом. Заложено у реки Малый Караман, в 1770 году перенесено в более благоприятное место, при реке Вортуба (Вертуба). Первые поселенцы — 35 семей из Гессен-Касселя и Пруссии. Колония входила в состав Панинского колонистского округа Вольского уезда (с 1835 года Николаевского уезда) Саратовской губернии, с 1851 года - того же уезда Самарской губернии. С 1871 года — село Панинской волости Николаевского уезда. С 1908 года - волостное село Баратаевской волости того же уезда.
Церковная община относилась к приходу Беттингер (Баратаевка). Лютеранско-реформатский приход утвержден в 1780 году. Деревянная церковь Святых Петра и Павла построена в 1808 году, перестроена в 1871 году, деревянная, на 1000 мест. Часть жителей были католиками. В 1875 году при церкви открылась богадельня, преобразованная в 1903 году в небольшую больницу.
В 1857 году община владела 5720 десятинами земли. На одну ревизскую душу (всего 730 мужчины) приходилось около 6,9 десятины земли. По состоянию на 1859 год, в колонии насчитывался 182 двора, имелась лютеранская церковь, школа, действовал базар. Колонисты занимались земледелием, выращивали пшеницу, рожь, табак, картофель, были развиты садоводство и животноводство. В 1910 году был уже 451 двор. Удобной надельной земли показано 7965 десятин, неудобной — 1334. Имелись лютеранская церковь, два судебно-следственных учреждения, учреждение призрения, квартира урядника, село являлось волостным центром.
После образования трудовой коммуны (автономной области) немцев Поволжья (с 1923 года — АССР немцев Поволжья) село в составе Панинского (Шенхенского) района, после перехода к кантонному делению в составе Марксштадтского кантона. По состоянию на 1926 год село Беттингер — административный центр Беттингерского сельского совета (село официально переименовано в 1927 году). С 1 января 1935 года, после выделения Унтервальденского кантона из Марксштадтского, и до ликвидации АССР немцев Поволжья в 1941 году село Беттингер относилось к Унтервальденскому кантону АССР немцев Поволжья.
Население края резко сократилось вследствие массового голода в Поволжье: в 1921 году в селе родилось 185, умерли 393 человек. В 1926 году в селе имелись сельсовет, кооперативная лавка, начальная школа
28 августа 1941 года был издан Указ Президиума ВС СССР о переселении немцев, проживающих в районах Поволжья. Немецкое население депортировано в Сибирь и Казахстан, село, как и другие населённые пункты Унтервальденского кантона было включено в состав Саратовской области. 5 июня 1942 года Беттингерский сельсовет переименован в Воротаевский. В 1943 года на землях бывшей колонии был образован колхоз имени Ленина.

## Физико-географическая характеристика
Село находится в Низком Заволжье, относящемся к Восточно-Европейской равнине, на волжском левобережье (при устье оврага Вертуба). Почвы — чернозёмы южные.
По автомобильным дорогам расстояние до областного центра города Саратова — 110 км, до районного центра города Маркс — 51 км, до административного центра сельского поселения села Зоркино — 8,8 км. У села проходит региональная автодорога Р226 (Волгоград — Энгельс — Самара)
Часовой пояс
Воротаевка, как и вся Саратовская область, находится в часовой зоне МСК+1. Смещение применяемого времени относительно UTC составляет +4:00.

## Население
| 1767  | 1773  | 1788  | 1798  | 1816  | 1834  | 1850  |
| ----- | ----- | ----- | ----- | ----- | ----- | ----- |
| 82    | ↗139  | ↗210  | ↗284  | ↗560  | ↗1006 | ↗1266 |
| 1857  | 1859  | 1883  | 1889  | 1897  | 1905  | 1910  |
| ↗1446 | ↘1409 | ↗2080 | ↗2146 | ↗2739 | ↗4184 | ↗4366 |
| 1920  | 1922  | 1926  | 1931  | 2002  | 2010  |       |
| ↘3381 | ↘2759 | ↘2465 | ↗3313 | ↘255  | ↘230  |       |

В 1931 году 99 % населения села составляли немцы